# Гейдеман, Константин Иванович
Константин Иванович Гейдеман (1876—1918) — русский военачальник, генерал-майор (21.11.1917), участник русско-японской, Первой мировой войны и Белого движения во время гражданской войны в России.

## Биография
Родился 30 мая (11 июня) 1876 года в семье действительного статского советника Ивана Ивановича Гейдемана. У него были старшие братья: Иван (род. 7.8.1869), Виктор (11.11.1872) и Сергей (16.2.1874).
Окончил Тифлисский кадетский корпус (1893) и 1-е Павловское военное училище по 1-му разряду (1895), откуда выпущен был подпоручиком в 20-ю артиллерийскую бригаду.
Участвовал в русско-японской войне. В 1905 году окончил Николаевскую академию Генерального штаба по 1-му разряду.
Ст. адъютант штаба Кавказской гренадерской дивизии (29.05.1908-02.09.1912). Прикомандирован к Одесскому военному училищу для преподавания военных наук (с 02.09.1912; на 06.12.1914 в должности). Подполковник (06.12.1912).
Участник Первой мировой войны. Полковник (06.12.1914). И.д. начальника штаба 18-й пехотной дивизии (с 06.08.1915). Командир 30-го пехотного Полтавского полка (05.01.1916-20.02.1917). Начальник штаба 110-й пехотной дивизии (с 20.02.1917) с переводом в Генеральный штаб. Генерал-майор (21.11.1917)

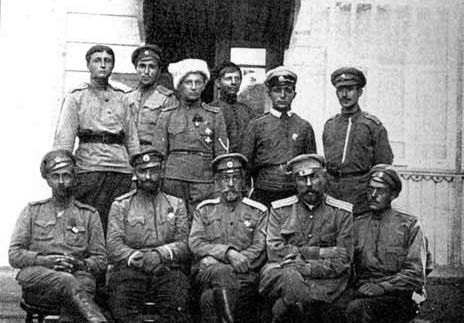
Штаб 1-й дивизии Добровольческой армии во время Второго Кубанского похода летом (29 июля) 1918 года.
Сидят слева направо: командир артиллерийского дивизиона полковник Н. А. Третьяков, командир 1-й бригады полковник А. С. Кутепов, начальник дивизии генерал-майор Б. И. Казанович, начштаба дивизии полковник К. И. Гейдеман.

Участник Белого движения в составе Добровольческой армии с 1918 года. Принимал участие во Втором Кубанском походе. С июня по 19 ноября (2 декабря) 1918 г. — начальник штаба 1-й пехотной дивизии. С 14 (27) ноября 1918 года — временно командующий 1-м Офицерским генерала Маркова полка.

В Ставрополе в полк прибыло и ещё одно «пополнение»: назначенный его командиром «на законном основании» — Генерального Штаба полковник Гейдеман. О нём Марковцы знали лишь, что он был Начальником Штаба 1-й пехотной дивизии. Это говорило им о близости его к полку. Но, когда они увидели его, его благородную внешность, в глазах ум и волю; когда в его словах и действиях определили не формалиста, а глубокого и серьёзного начальника; когда он ставил себя как бы представляющимся полку и получившим честь командовать им, а не делающим формальный смотр ему, то все сочли полковника Гейдемана своим достойным командиром. Даже его, несколько грузная фигура, не поколебала мнение, что для их полка, как легкой, подвижной пехоты, нужен такой же легкий и подвижной командир, каким был, например, генерал Марков. Его помощником и заместителем был назначен полковник Булаткин…— В. Павлов. В Ставрополе. Главы из книги «Марковцы в боях и походах».
19 ноября (2 декабря) заместил на посту командира 1-й бригады 1-й пехотной дивизии раненого генерала Н. С. Тимановского. Начальник штаба (командир бригады) 1-го армейского корпуса (с 19.11.1918).
20 ноября (3 декабря) 1918 года был убит в бою с большевиками под с. Спицевкой (у д. Кононовка). Похоронен в Войсковом соборе в Екатеринодаре.
Гейдеман погиб при следующих обстоятельствах:

С цепями кубанцев ехал верхом с двумя ординарцами временно командовавший бригадой, полковник Гейдеман. Он свернул вдоль цепи влево. Цепь прервалась, но полковник Гейдеман продолжал ехать дальше. Он проехал немного, когда увидел идущую цепь и, подъехав к ней, что-то сказал. И… вдруг, из неё раздались выстрелы по полковнику Гейдеману и бывшим с ним двумя верховым. Цепь оказалась красной. Один ординарец, однако, успел ускакать и сообщить кубанцам о случившемся. Кубанцы нашли два истерзанных трупа. Озлобленные, они рванулись вперед и уже никому не давали пощады.
Скоро весть о смерти полковника Гейдемана дошла до Марковцев, которые также перестали брать пленных…— В. Павлов. В Ставрополе. Главы из книги «Марковцы в боях и походах».

## Награды
- орден Св. Станислава 3-й степени (1905)
- орден Св. Анны 3-й степени (06.12.1910)
- орден Св. Станислава 2-й степени (ВП 08.05.1915)
- орден Св. Владимира 4-й степени с мечами и бантом (ВП 25.10.1916)
- орден Св. Анны 2-й степени с мечами (ВП 20.01.1917)
- орден Св. Владимира 3-й степени с мечами (ПАФ 10.04.1917)